# Производство кофе на Гаити
Производство кофе на Гаити занимает важное место в экономике, так как является главным экспортным товаром страны. В этой стране, как и во многих других странах Карибского бассейна, кофе является одной из наиболее рентабельных культур. Гаити производит около 40 000 тонн кофе ежегодно.

## История
С начала XVII века на Гаити начали завозить негров-рабов, в дальнейшем основой экономики острова стало плантационное сельское хозяйство (однако главной выращиваемой в это время культурой изначально являлся сахарный тростник). По условиям Рисвикского мирного договора 1697 года западная часть острова перешла Франции и стала владением Сан-Доминго.
Габриэль де Клие привез первые деревья кофе в Мартинику примерно в 1720 году. Растения хорошо прижились и спустя 50 лет там произрастало 18 000 кофейных деревьев, что впоследствии поспособствовало появлению кофейных плантаций в Мексике, на Гаити и других островах Карибского бассейна.
В 1788 году произведенный на Гаити кофе удовлетворял половину мирового потребления.
В 1789 году основными экспортными культурами Сан-Доминго являлись кофе, сахар, индиго и хлопок.
В августе 1791 года на Гаити началось восстание. В ходе Гаитянской революции и последовавшей войны за независимость от Франции (1791—1803) в январе 1801 года восставшие объявили о отмене рабства (в июле 1801 года отмена рабства и равноправие всех граждан перед законом были внесены в текст первой конституции). 1 января 1804 года была принята декларация о независимости Гаити.
После 1804 года положение в сельском хозяйстве осложнилось - плантационное хозяйство переживало кризис, часть сельскохозяйственных земель была разделена среди местных жителей, но мелкотоварное и натуральное крестьянское хозяйство не могло обеспечить нужды потребления.
Кофе остаётся одной из основных сельскохозяйственных культур экспорта Гаити. Достигнув пика в 1850 году, производство кофе постепенно пошло на спад.
После начала первой мировой войны правительство Гаити 7 августа 1914 года объявило о своём нейтралитете, но экспорт товаров (в том числе, кофе) в Европу оказался затруднён.
С 1915 до августа 1934 года страна была оккупирована войсками США (при этом, только после начала всемирного экономического кризиса в 1929 году и осложнения обстановки на острове, в 1931-1932 гг. американцы передали гаитянам управление общественными работами и земледельческий департамент).
С 1940 года производство кофе снова увеличивается, и к 1949 году Гаити становится третьим по величине экспортером кофе в мире. После этого, как и прежде, производство и экспорт кофе снижаются.
В 1956 году сбор кофе составил 37,9 тыс. тонн. Начавшееся в 1957-1958 гг. падение мировых цен на основные экспортные культуры Гаити (кофе, сизаль, сахарный тростник и др. сельхозпродукты) резко ухудшило финансовое положение страны (дефицит бюджета стал хроническим), привело к росту налогов и дальнейшему ухудшению положения в экономике. 
В 1968 году сбор кофе составил 34 тыс. тонн.